# Milena Vukotić
Milena Teodózie Černohorská (rozená Milena Teodózie Vukotićová, cyrilicí: Милена Теодосија Вукотић, 4. května 1847, Čevo, Černá Hora – 16. března 1923, Cap d'Antibes, Francie) byla černohorská kněžna a později královna, manželka Nikoly I. Petroviće-Njegoše – knížete a krále černohorského.
Sňatkem se tak stala členkou černohorské královské rodiny a dynastie Petrovićů-Njegošů.

## Život

### Mládí
Milena se narodila 4. května 1847 v Čevu jako jediné dítě černohorských diplomatů velkovévody Petra Stefanova Vukotiće a Jeleny Voivodićové. Její otec byl jedním z největších vlastníků půdy v Černé Hoře a blízkým přítelem velkovévody Mirka Petroviće-Njegoše (bratra knížete Danila II.), se kterým bojoval v bitvách v letech 1850–1859. Oba přátelé se rozhodli pro spojení svých dětí – v roce 1853 byla tedy šestiletá Milena zasnoubena s Mirkovým jediným synem Nikolou, kterému bylo dvanáct let. Nikola byl synovec a dědic bezdětného vládnoucího knížete Danila II.

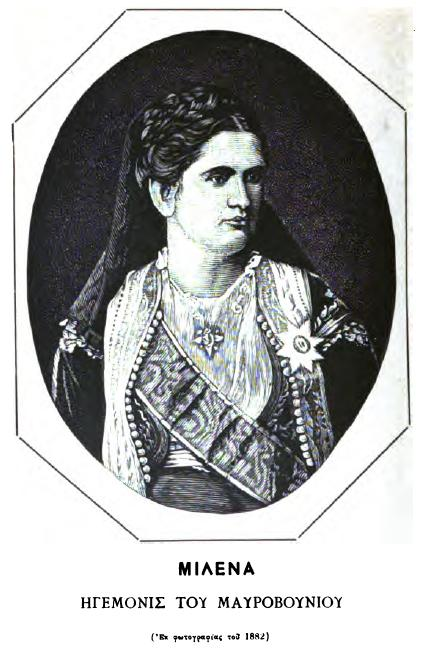
Kněžna Milena v roce 1888

V roce 1856, po smrti své matky, byla Milena poslána do Cetinje – již se životem zajištěným na dvoře černohorských vládců. V letech 1856–1860 vyrůstala v domácnosti velkovévody Mirka, svého pozdějšího tchána, především po boku Mirkovy nejstarší dcery Anastázie. Během těchto čtyř let se stala v rodině velmi oblíbenou: „Můj otec a matka ji brali jako svou vlastní dceru“, napsal později Nikola. „Můj zesnulý strýc (kníže Danilo) ji také velmi miloval a jednal s ní jako s vlastním dítětem, a Milena se mu ze všech sil snažila svou lásku a úctu ve všech směrech opětovat. Byla velice krásná, sladká, laskavá, jemná a především oddaná.“
Během těchto šťastných let však Milena jen zřídka viděla svého snoubence a budoucího manžela. Ten, o šest let starší, byl vzděláván nejprve v Terstu, později v Paříži.

### Manželství
Atentát na knížete Danila 12. srpna 1860 měl za následek rychlý a nečekaný nástup osmnáctiletého Nikoly na trůn. Krátce poté Nikola onemocněl zápalem plic. Naštěstí se z této choroby po několika týdnech vyléčil a bylo ihned rozhodnuto o co nejdřívějším uspořádání svatby. Milenin otec Petr odcestoval do Petrohradu a informoval o sňatku cara Alexandra II., vládce Ruského impéria, největší černohorské spojenecké země. Dne 8. listopadu 1860, ve věku 13 let, se Milena vdala za devatenáctiletého Nikolu I., nyní knížete černohorského, jenž se stal v roce 1910 králem. Jejich svatba byla sice jednoduchým, ale krásným obřadem, konajícím se v kostele Vlaska Crkva v Cetinje v Lovćenském údolí.
Manželství bylo především politické: Milenina rodina hrála důležitou roli v černohorské politice. I přes tyto skutečnosti se manželé velice milovali a zplodili spolu dvanáct dětí.
V prvních letech po sňatku byla Milena jako choť a kněžna poněkud obtížná. Byla totiž nezkušenou a zpočátku osamělou postavou, kterou velice zastiňovala bývalá kněžna Darinka Kvekić, vdova po zesnulém knížeti Danilovi, která měla s Nikolou dobrý vztah. Během prvních pěti let manželství neměla dosud velmi mladá kněžna Milena ještě žádné dítě. Avšak po smrti Darinky se začal Milenin život zlepšovat a v roce 1865 upevnila kněžna svou pozici tím, že dala knížeti Nikolovi prvního potomka – princeznu Ljubicu, později známou pod jménem Zorka. Právě po porodu dcery začali žít manželé v cetinjském knížecím paláci spolu a navzájem se více sblížili. V letech 1865 a 1869 měla Milena další tři dcery v rychlém sledu a ohromnou slávou bylo narození následníka trůnu Danila Alexandra, pozdějšího černohorského korunního prince v roce 1871. Avšak později postihla královský pár smutná událost – po narození dalších dvou dcer zemřela na jaře 1876 v Podgorici ve věku necelých dvou měsíců mladičká dcerka Sofie. Na Nikolův příkaz jí byl po smrti udělen titul vévodkyně Podgorická. Milena si toto pozdější hlavní město Černé Hory oblíbila a za jeho zvelebení jí byl udělen Nikolou titul Podgorická velkovévodkyně. Milenin vztah s manželem se však touto událostí ještě více upevnil, později přišli na svět ještě další dvě dcery a dva synové a kněžna se stala respektovanou a vlivnou osobností.
28. srpna 1910, při příležitosti dvousetleté vlády dynastie Petrovićů-Njegošů v Černé Hoře, bylo v Cetinje vyhlášeno Černohorské království. Milena se tak stala, po boku svého manžela, historicky první černohorskou královnou. 8. listopadu 1910 pak manželé oslavili svou zlatou svatbu.

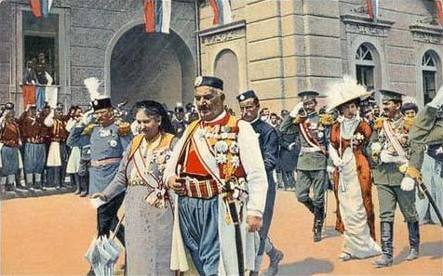
Černohorský král Nikola I. a královna Milena po korunovaci 28. srpna 1910

Po čas celé jejího dlouholetého působení po manželově boku byla černohorská kněžna a později královna Milena vlídnou, mírumilovnou a laskavou dámou, velmi oblíbenou u dvora i u poddaných. Na svého manžela měla velký vliv a na její rady také Nikola I. často zmírňoval tresty, navržené parlamentem či vládou.

### Vzdělání

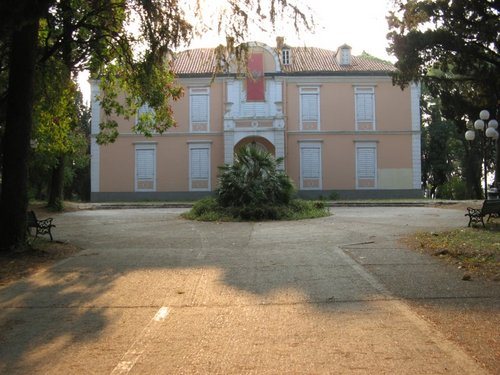
Zimní palác v Podgorici, postavený na přání kněžny Mileny

Milena byla až do svých 13 let v zásadě negramotná, přesto měla velkou slabost pro vzdělání. Po svatbě začala navštěvovat soukromou školu v Bijelo Polje, největších znalostí a dovedností však nabyla doma v Cetinje – především samovýukou. Zajímala se o historii, přírodu a botaniku – na její přání nechal Nikola I. také postavit roku 1889 Zimní palác v Milenině oblíbeném městě Podgorici, pro který částečně sama navrhla celou zahradu se spoustou stromů, keřů, bonsají a jiných cizokrajných i místních rostlin. Nadaná byla také na hudbu. Naučila se hrát na zobcovou flétnu a hoboj.
Postupem času se stávala zkušenou i v politických záležitostech. Zatímco byl její manžel v zimě 1868–1869 na státních návštěvách v Rakousko-Uhersku a Rusku, měla kněžna Milena na starosti soudní záležitosti. Své návštěvy přijímala většinou v podgorickém paláci.

## Děti
Milena Černohorská měla dvanáct dětí (devět dcer a tři syny), pět vnoučat, jednoho pravnuka, dvě prapravnoučata a jednu praprapravučku.
Pět z jejích dcer uzavřelo manželství, z nichž každá se vdala za knížete či krále, což Mileninu manželovi zajistilo přezdívku „tchán Evropy“. Tuto přezdívku sdílel s dánským králem Kristiánem IX.

### Synové

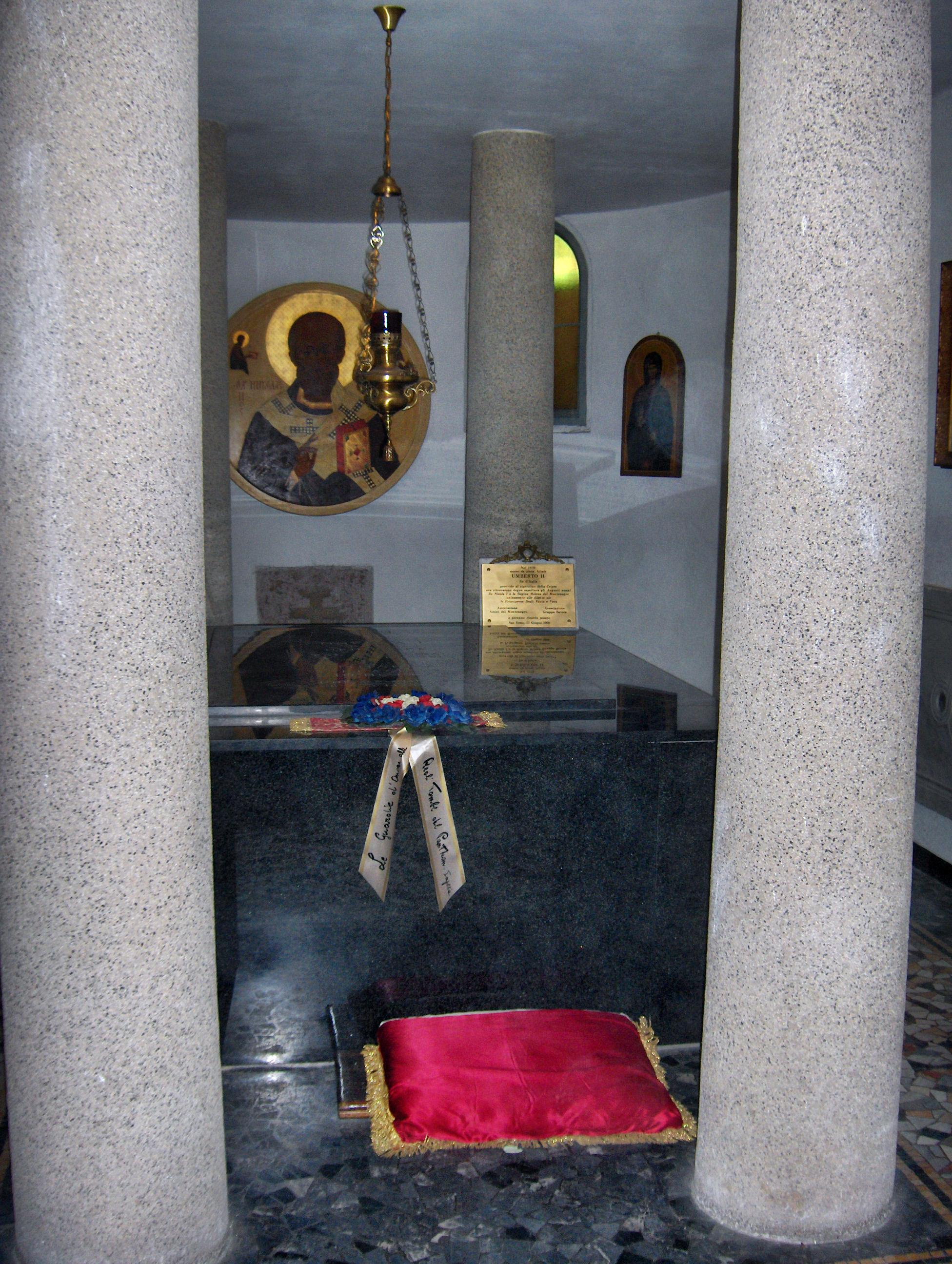
Původní hrobka krále a královny v San Remo v Itálii

- Danilo Alexandr Petrović-Njegoš (29. června 1871 – 24. září 1939), korunní princ černohorský, velkovévoda Grahovský a Zetský, ⚭ 1899 Jutta Meklenbursko-Střelická (24. ledna 1880 – 17. února 1946), vévodkyně Meklenburská
- Mirko Dmitrij (17. dubna 1879 – 2. března 1918) princ černohorský, velkovévoda Grahovský a Zetský, ⚭ 1902 Natálie Konstantinovićová (10. října 1882 – 21. srpna 1950)
- Petr Štěpán (10. října 1889 – 7. květen 1932), princ černohorský, velkovévoda Zahumlijenský, ⚭ 1924 Violet Wegnerová (2. února 1887 – 17. října 1960), morganatický sňatek

Současný následník trůnu Nikola II. Petrović-Njegoš (* 7. července 1944) je pravnuk královny Mileny, syn prince Michaela Černohorského.

### Dcery
- Ljubica Milena, známá jako Zorka (23. prosinec 1864 – 28. březen 1890), princezna černohorská, ⚭ 1883 Petr I. Karadjordjević (1. července 1844 – 16. srpen 1921), srbský korunní princ, pozdější král Srbska v letech 1903–1918, král Srbů, Chorvatů a Slovinců od roku 1918 až do své smrti
- Milica Ada (26. červenec 1866 – 5. září 1951), princezna černohorská, ⚭ 1889 Petr Nikolajevič Ruský (10. ledna 1864 – 17. ledna 1931), velkokníže ruský

- Anastázie Jelika (4. leden 1868 – 15. listopad 1935), princezna černohorská,
⚭ 1889 Jiří Maximilianovič z Leuchtenbergu (29. února 1852 – 16. května 1912), rozvedli se roku 1906
⚭ 1907 Nikolaj Nikolajevič Romanov (18. listopadu 1856 – 5. ledna 1929), velkokníže ruský

- Marica Isidora (29. březen 1869 – 7. květen 1885), princezna černohorská

- Elena Alexandra (8. leden 1873 – 28. listopad 1952), princezna černohorská, ⚭ 1896 Viktor Emanuel III. (11. listopadu 1869 – 28. prosince 1947), italský král v letech 1900–1946, habešský císař v letech 1936–1941 a král Albánců v letech 1939–1943

- Anna Marie Antonie (18. srpen 1874 – 22. duben 1971) princezna černohorská, ⚭ 1897 František Josef z Battenbergu (24. září 1861 – 31. července 1924), princ Battenberský

- Sofie Liliana (2. květen 1876 – 14. červen 1876), princezna černohorská

- Xenie Olga (22. duben 1881 – 10. březen 1960), princezna černohorská, zemřela svobodná a bezdětná

- Věra Světlana (22. únor 1887 – 31. říjen 1927), princezna černohorská, zemřela svobodná a bezdětná

## Konec života

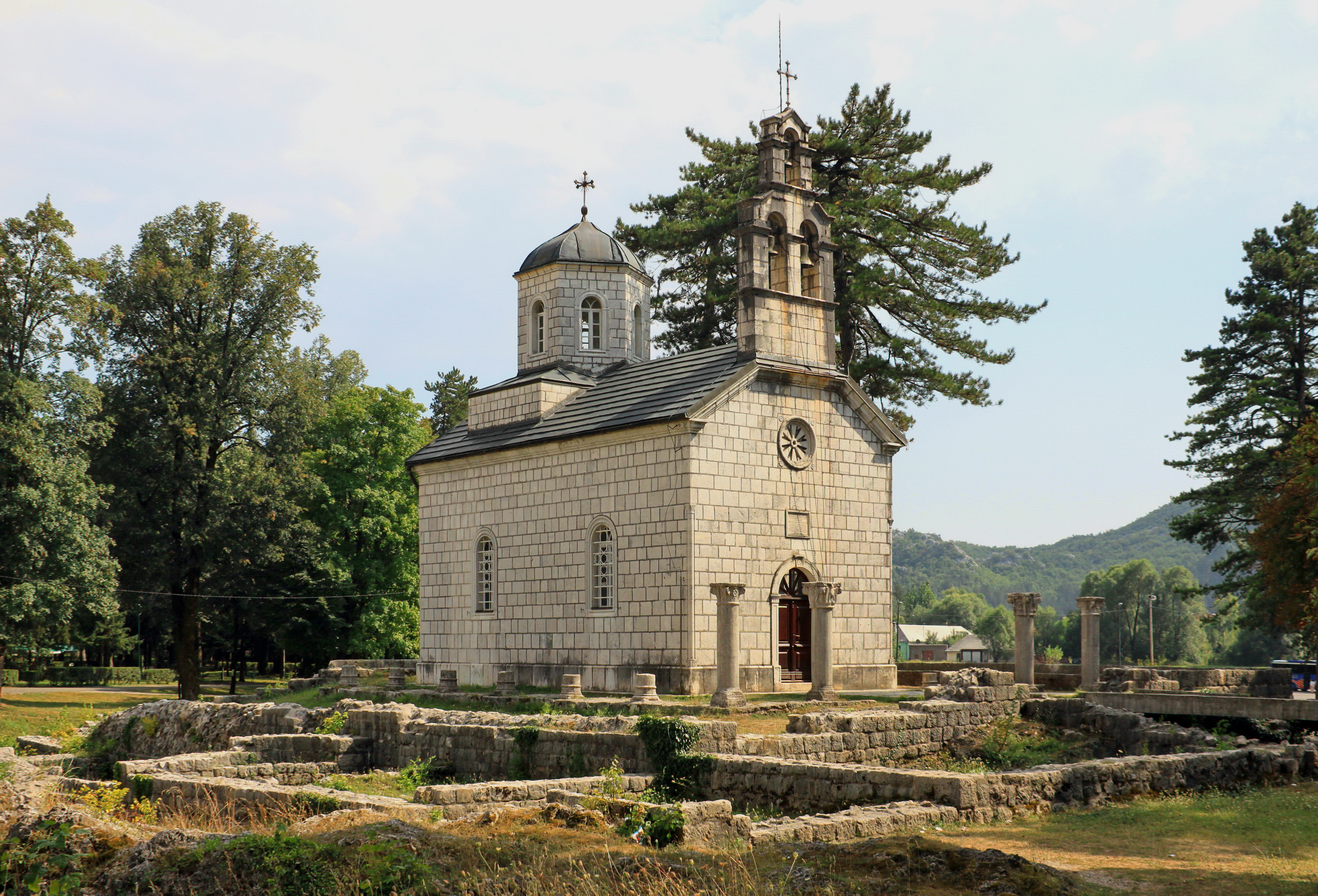
Královská kaple Ćipur v Cetinje, v pozadí Královský palác v Cetinje

V důsledku připojení Černé Hory ke Království Srbů, Chorvatů a Slovinců v roce 1918 musel král Nikola I. abdikovat. On a jeho rodina ještě do roku 1919 pobývala v podgorickém paláci, který se stal organizačním centrem protestů proti sjednocení jihoslavanských zemí (nejdůležitějším bylo Vánoční povstání). Poté byla královská rodina nucena odejít do exilu.
Královna Milena zemřela 16. března 1923 v Cap d'Antibes ve Francii, dva roky po smrti svého manžela. Před svou smrtí vytrvale usilovala o navrácení dynastie Petrovićů-Njegošů na černohorský trůn. Byla pohřbena v San Remo v Itálii. V roce 1989 byly ostatky krále Nikoly, královny Mileny a princezen Xenie a Věry převezeny do královské kaple Ćipur v Cetinje.
U Černohorců se stala již za svého života a je i v současnosti velmi oblíbenou kněžnou, královnou a celkově důležitou postavou černohorských dějin.

## Vyznamenání

### Černohorská vyznamenání
- Řád Petrovićů-Njegošů
- Řád knížete Danila I. za nezávislost Černé Hory
- Řád sv. Petra Cetinsjkého
- Královský vítězný válečný řád

### Zahraniční vyznamenání
Italské království
- Řád italské koruny
- Řád zvěstování

Francie
- Řád Palmes Académiques

Osmanská říše
- Šefakat

Portugalské království
- Řád svaté Isabelly

Rakousko-Uhersko
- Řád Alžběty

Ruské impérium
- Jurajevský kříž II. stupně
- Řád sv. Kateřiny
- Řád sv. Olgy

## Tituly
Plný oficiální titul Mileny Vukotić zněl: Její Veličenstvo Milena Teodózie Vukotić, z milosti Boží kněžna a následná královna černohorská, velkovévodkyně Podgorická a hraběnka Andrijevická.
Známá byla ale pod tituly Její Výsost kněžna a později Její Veličenstvo královna.